# Katsuhiko Iwata
Katsuhiko Iwata –en japonés, 岩田 勝彦, Iwata Katsuhiko– fue un deportista japonés que compitió en judo. Ganó una medalla de oro en el Campeonato Asiático de Judo de 1974, en la categoría de –93 kg.

## Palmarés internacional
| Campeonato Asiático | Campeonato Asiático  | Campeonato Asiático | Campeonato Asiático |
| Año                 | Lugar                | Medalla             | Categoría           |
| ------------------- | -------------------- | ------------------- | ------------------- |
| 1974                | Seúl (Corea del Sur) | Medalla de oro      | –93 kg              |